# Wiktor Markow
Wiktor Markow (ros. Виктор Марков, ur. ?, zm. ?) – rosyjski żeglarz, olimpijczyk.
Na regatach rozegranych podczas Letnich Igrzysk Olimpijskich 1912 wystąpił w klasie 8 metrów zajmując 5 pozycję. Załogę jachtu Norman tworzyli również Wiencesław Kuźmiczow, Jewgienij Kun, Jewgienij Łomacz i Pawieł Pawłow.